# اللعنة (فلم)
اللعنة  فيلم تشويق وإثارة أعده وأخرجه وكتب السيناريو حسين الوكيل  عن فيلم ممر الصدمات (Shock Corridor) للكاتب والمخرج صمويل فولر عام 1963. الفيلم من بطولة نور الشريف، مديحة كامل، نبيل الدسوقي، أحمد بدير، عبد الرحمن أبو زهرة، وجميل راتب  وتدور الأحداث حول الصحافي حمدي الذي يدعي الجنون ليدخل مستشفى الأمراض العقلية ليحقق سبقًا صحفيًا باكتشاف سر مقتل أحد المرضى، يتعرض لمواقف وتظهر عليه بعض التغيرات نتيجة اندماجه لكنه يتوصل إلى القاتل.
صدر الفيلم إلى دور العرض المصرية في 3 سبتمبر 1984.
منح موقع قاعدة بيانات الأفلام على الإنترنت (IMDB) الفيلم درجة 5.7/ 10.
منح موقع قاعدة بيانات الأفلام العربية «السينما.كوم» الفيلم درجة 6.7/ 10.

## طاقم التمثيل
نور الشريف: في دور الصحفي حمدي عبد السلام
مديحة كامل: في دور مديحة (زوجة حمدي)
نبيل الدسوقي: في دور الدكتور محمد غانم
أحمد بدير: في دور خليل (الممرض)
عبد الرحمن أبو زهرة: في دور الأستاذ مصطفى جمعة
جميل راتب: في دور الدكتور حلمي النجار
علي الشريف: في دور عبد الهادي (الممرض)
محمد نوح: في دور حمص أخضر
محمد كامل: في دور شاكر عبد الحميد
كمال حسين: في دور الأستاذ جلال طنطاوي
محمد مرشد: في دور الدكتور لطفي
حسين الشريف: في دور تمرجي
حسين عرعر: في دور تمرجي
أحمد حسين: في دور ضابط شرطة
فايزة عبد الجواد: في دور مجنونة
بالاشتراك مع: أحمد عبد الهادي 

## أحداث الفيلم
تقع جريمة قتل في مستشفى الأمراض العقلية ويسعى الصحفى حمدى عبد السلام (نور الشريف) لتحقيق سبقا صحفيا باكتشافه للقاتل. يتفق حمدي مع رئيس تحرير «جريدة الإسبوع» الأستاذ جلال طنطاوي (كمال حسين)، على إدعاء الجنون، حتى يتمكن من دخول المستشفى، ويندمج وسط النزلاء، ويستخرج الحقائق. يتم الإتفاق مع دكتور الأمراض النفسية محمد غانم (نبيل الدسوقي) ليقوم بتدريب حمدي، على كيفية إدعاء المرض النفسي، ولمدة عام كامل يتدرب حمدي على كيفية الظهور أمام لجنة الأطباء التي تقرر إصابته بمرض السادية، وهو الاستمتاع الجنسي من خلال تعذيب الطرف الآخر، وتصبح المسألة شديدة الخطورة، عندما يكون الطرف الآخر هي الزوجة، التي يجب أن تتقدم بشكوى للجهات المسئولة. ترفض مديحة (مديحة كامل)، زوجة حمدي، في بداية الأمر، الاشتراك في تلك المهزلة، وتخجل من ادعاءات مايحدث بينها وبين زوجها أمام الغرباء، كما أنها تخشى على مستقبلها الفني بعد أن تركت دراستها الجامعية لتعمل مطربة، في مسرح استعراضي راقص. توافق مديحة، أخيرا، وينجح حمدي في إقناع الأطباء بإصابته بالسادية الجنسية. يدخل حمدي المستشفى، ويندمج وسط النزلاء المرضى، ويتولى رعاية وملاحظة حمدي الدكتور لطفي (محمد مرشد). كان للجريمة، التي يحقق موضوعها حمدي، لها 3 شهود، ولكنهم لم يدلوا باسم الجاني في التحقيقات، وراح حمدي يتحدث إليهم، ليستغل لحظة اليقظة العقلية التي تعتري المريض النفسي. كان الشاهد الأول المهندس شاكر عبد الحميد (محمد كامل) من الصعيد، وأحد أفراد أكبر عائلة في جرجا، ولكنه من فرع العائلة الفقير، وكان يعمل هو ووالده بالسخرة في أرض كبير العائلة عبد المعبود. ينجح شاكر في التعليم، ويسافر للقاهرة ليعمل في أحد الشركات، وينصاع لجانب رئيس مجلس الإدارة، ويعاونه في الاستيلاء على المال العام، ويتم كشف السرقات، فينتحر رئيس مجلس الإدارة، ويدخل شاكر المستشفى، بعد ان تبرأ أهله منه، خصوصا عبد المعبود الذي كان يستعد لدخول البرلمان. قال شاكر أنه لم يرى وجه القاتل، بل رأى نصفه الأسفل، فقد كان يرتدى بنطلون أبيض، وهكذا حصر حمدي الشبهة في طبيب أو تمرجى. تبدأ بعض أعراض الاكتئاب تظهر على حمدي، لاندماجه مع المرضى، ويتعرض للعزل بعد مشاغباته بالمستشفى، كما يتعرض لجلسات كهرباء، أثرت بالسلب على قواه العقلية. كان الشاهد الثاني مدرس اللغة العربية مصطفى جمعة (عبد الرحمن أبو زهرة) الذي اكتشف انحراف زوجته، فأصيب بلوثة حولته لداعية ومصلح أخلاقي، وشهد بأن القاتل الذي رأى نصفه الأسفل، كان تمرجيا. وكان الشاهد الثالث هو الدكتور الجراح الشهير حلمي النجار (جميل راتب) والذي اكتشف إصابة زوجته بمرض السرطان وفى حالة ميئوس منها، وأمام ما تتعرض له من عذاب، ناولها جرعة الرحمة لينهي حياتها، ويقرر الإنتحار، ولكن قبل أن ينتحر ينهار عقلياً ويدخل المستشفى، ويعود بعقله لمرحلة الطفولة، غير أنه في لحظة يقظته العقلية، يصرح باسم القاتل، وهو التمرجى خليل (أحمد بدير). يصاب حمدي بتشويش عقلي، ويفشل في إعادة ترتيب المفاهيم في ذهنه، ويحتار من القاتل، هل هو خليل أم الدكتور لطفى أم هو نفسه، ثم يصاب بحالة عدم القدرة على النطق، حتى يتمكن اخيراً من نطق اسم القاتل، وهو خليل التمرجى. ولكن لا يصدقه الدكتور لطفى، فيقوم حمدي بمطاردة خليل، ويحاول خنقه، ويصرخ خليل بأنه هو القاتل، فقد رآه القتيل وهو يعتدي جنسيا على النزيلات بالمستشفى، وخوفا من إفتضاح أمره، قام بقتله، وظهر للجميع أن دخول حمدي للمستشفى كان مجرد ادعاء. يخرج حمدي من المستشفى، ويعد الموضوع لنشره بالجريدة، ولكن تحدث المفاجأة ويصاب حمدي بحالة من التخشب والصمت الإرادى، ويعود نزيلاً بالمستشفى.

## وصلات خارجية
- اللعنة على موقع IMDb (الإنجليزية)
- اللعنة على موقع الدهليز
- اللعنة على موقع قاعدة بيانات الأفلام العربية
- اللعنة على موقع قاعدة بيانات الفيلم (الإنجليزية)
- اللعنة على موقع ليتربوكسد (الإنجليزية)
- اللعنة على موقع الدهليز
- اللعنة على موقع كاروهات

https://letterboxd.com/film/film:495569/ اللعنة (فيلم 1984)
https://www.themoviedb.org/movie/566966 اللعنة (فيلم 1984)